# Разрешите вас подвезти
«Разрешите вас подвезти» (фр. Bienvenue A Bord!) — французский кинофильм режиссёра Жан-Луи Леконта, с Пьером Ришаром в главной роли.

## Сюжет
Мартин — писатель, чьи творческие дела сейчас далёко не в лучшем виде. Он возвращается домой и попадает в пробку на автостраде. К нему бесцеремонно подсаживается незнакомец. Мартин вежливо просит его выйти, но мужчина совсем не намерен это делать. Ситуация накаляется, и скоро Мартин оказывается на обочине, где уже сам пытается поймать попутную машину. У него это получается, но незнакомец, теперь уже за рулём машины Мартина, не собирается оставлять его в покое.

## В ролях
- Пьер Ришар (фр. Pierre Richard) — автостопщик
- Мартин Ламот (фр. Martin Lamotte) — Мартин Плакард
- Эвелин Буи (фр. Évelyne Bouix) — Эмили
- Жан-Поль Мюэль (фр. Jean-Paul Muel) — комиссар
- Кристиан Раут (фр. Christian Rauth) — инспектор
- Павел Слабый (фр. Pavel Slabý) — Варонский
- Кэтрин Фрот (фр. Catherine Frot) — блондинка